# تفجيرات باتا 2021
تفجيرات باتا 2021 هي سلسلة من أربعة انفجارات وقعت بعد ظهر يوم 7 مارس 2021 في ثكنة عسكرية في منطقة نكوانتوما في باتا، أكبر مدينة وعاصمة تجارية لغينيا الاستوائية في وسط إفريقيا. لقي ما لا يقل عن 108 شخصًا مصرعهم وأصيب أكثر من 600 آخرين، كما وقعت أضرار كبيرة بالبنية التحتية في جميع أنحاء المدينة.
وعزا الرئيس تيودورو أوبيانج نغويما مباسوجو الكارثة إلى إهمال تخزين المتفجرات في القاعدة التي انفجرت بعد أن قام المزارعون المجاورون بتطهير حقولهم بإشعال النيران فيها. ومع ذلك، شككت جماعات حقوق الإنسان ووكالة أسوشيتد برس في تبرير الرئيس أوبيانغ.

## الانفجارات
وقعت أربعة انفجارات في قاعدة كوارتل ميليتار دي نكوانتوما العسكرية في حي نكوانتوما.  وقعت الانفجارات الثلاثة الأولى متتالية حوالي الساعة 15:00 وات (14:00 UTC)، حيث كان الأول هو الأقوى.   وقع الانفجار الرابع بعد ساعتين من التفجير الأول.  تسببت الانفجارات في أضرار جسيمة في المناطق المحيطة بالقاعدة العسكرية. تعرضت جميع المباني والمنازل في المدينة تقريبًا لأضرار جسيمة. ووردت أنباء عن سقوط قتلى وجرحى في عدة أجزاء قريبة من المدينة.

## الإصابات
أسفرت التفجيرات عن مقتل ما لا يقل عن 105 شخصًا وجرح 615 آخرين. أعلنت وزارة الصحة «حالة طوارئ صحية» لافتراض وجود عدد أكبر من القتلى والمفقودين تحت الأنقاض. جرى نقل أكثر من 300 من الجرحى إلى مستشفى نويفو إنسيسو، وأكثر من 150 إلى مستشفى باتا العام، وأكثر من 70 إلى مستشفى لاباز.

## ما بعد الكارثة
ألقى الرئيس تيودورو أوبيانغ نغويما مباسوغو باللوم في الانفجارات على المزارعين المجاورين الذين قاموا بتطهير الأراضي الزراعية عن طريق إشعال النار فيها، مما أدى إلى انفجار ذخائر مخزنة بشكل غير صحيح في القاعدة العسكرية القريبة، وقال إن جميع المناطق تقريبًا تعرضت مبانيها لأضرار. كما طلب في نفس الوقت مساعدة دولية. في أعقاب ذلك مباشرة، سافر نائب الرئيس تيودورو نغويما أوبيانغ مانغي إلى موقع الانفجار لتقييم الوضع.
في 9 مارس، أعلنت الحكومة أن باتا منطقة كارثية، وأنشأت صندوق طوارئ أولي بقيمة 10,000,000,000 XAF (20,000,000 USD) لمواجهة الكارثة. كما أعلنت ثلاثة أيام من الحداد الوطني، مع تنكيس الأعلام. 

### التحقيقات
أمر الرئيس أوبيانغ بفتح تحقيق لتحديد تفاصيل الكارثة والأطراف المسؤولة ومدى الدمار. 
دعت جماعات حقوق الإنسان، بما في ذلك هيومن رايتس ووتش وإي جي جستس، إلى إجراء تحقيق مستقل من قبل خبراء دوليين.  لإنهم يشتبهون في أن عدد القتلى أعلى بكثير من الذي جرى الإبلاغ عنه، بناءً على مقابلات في باتا، وشككوا في سبب الكارثة المعلن رسميًا، مشيرين إلى أن النظريات الأخرى تتعارض مع "البيان الرئاسي المتسرع" لصرف اللوم عن الجيش ". 
تساءلت وكالة أسوشيتد برس أيضًا عن السبب المعلن رسميًا، وبعد تحليل صور الأقمار الصناعية التي تم الحصول عليها من Planet Labs، لم يجدوا أي علامات على الزراعة حول القاعدة العسكرية، وكانت العلامات الوحيدة لتطهير الأراضي التي عثروا عليها مرتبطة بمشروع بناء قريب، وعلامات النيران الوحيدة التي عثروا عليها تركزت على ثلاثة مبان يعتقد أنها تحتوي على الذخائر.

## روابط خارجية
- قبل وبعد صور الأقمار الصناعية لموقع الانفجار (بي بي سي نيوز)